# Terreur in San Salvador
Terreur in San Salvador is een spionageroman van auteur Gérard de Villiers en het 60e deel uit de S.A.S.-reeks met als protagonist de Oostenrijkse prins en freelance CIA-agent Malko Linge.

## Het verhaal
Malko wordt door de directeur van de CIA David Wise naar El Salvador gestuurd om de moordenaar van aartsbisschop Óscar Romero op te sporen en te elimineren. Hij achterhaalt dat Enrico Chacon de moordenaar is en ontdekt tevens dat de missie verraden is. Naast het elimineren van de moordenaar moet hij ook op jacht naar de verrader.

De ligging van El Salvador in Centraal-Amerika.

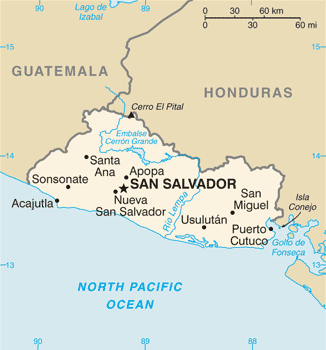
Een overzichtskaart van El Salvador.

## Personages
- Malko Linge, Oostenrijkse prins en CIA-agent;

## Verfilming
Het boek is in 1982 verfilmd als S.A.S. San Salvador met Miles O'Keeffe in de hoofdrol als Malko Linge.